# Little Musgrave
Little Musgrave est un village du district d’Eden en Cumbria (Angleterre).

## Géographie
Le village est situé à une altitude de 152 m, dans la partie supérieure de la vallée de l'Eden, juste au sud de la rivière Eden et à environ 2 km de Brough. Le village se trouve dans le comté historique de Westmorland.

## Histoire
Little Musgrave était autrefois un canton de la paroisse de Crosby Garrett[3], à partir de 1866, Little Musgrave était une paroisse civile à part entière jusqu'à ce qu'elle soit abolie le 30 décembre 1894 et fusionnée avec Great Musgrave pour former Musgrave.
En 1891, la paroisse comptait 52 habitants.

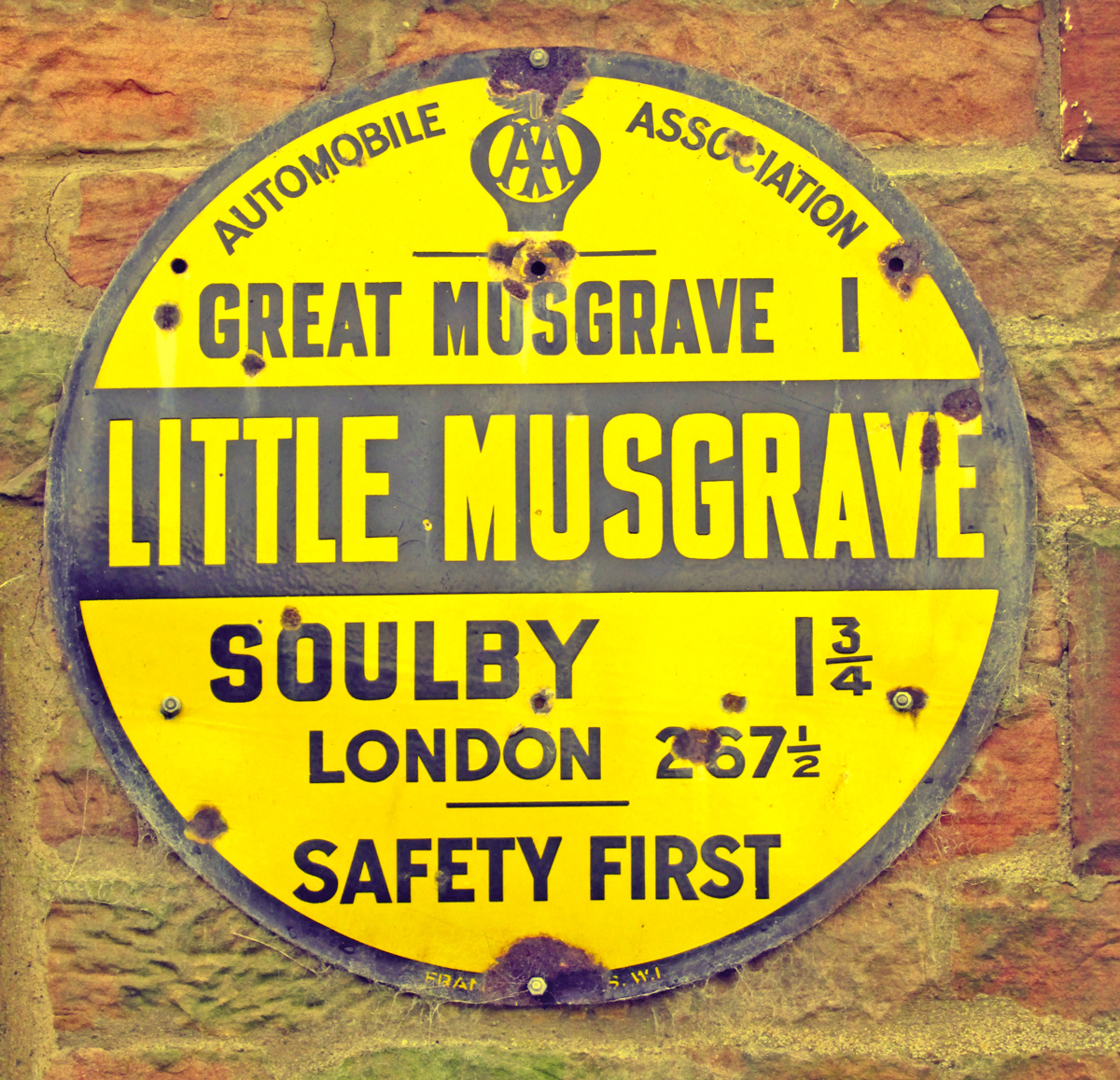
Panneau routier AA des années 1930 conservé en exposition dans le village